# Frutal (gemeente)
Frutal is een gemeente in de Braziliaanse deelstaat Minas Gerais. De gemeente telt 57.795 inwoners (schatting 2015).

## Aangrenzende gemeenten
De gemeente grenst aan Campo Florido, Comendador Gomes, Fronteira, Itapagipe, Pirajuba, Planura, Colômbia (SP), Guaraci (SP), Paulo de Faria (SP) en Orindiúva (SP).